# Dobromyl
Dobromyl (ukrajinsky Добромиль, rusky Добромыль, polsky Dobromil) je město ve Lvovské oblasti na Ukrajině. K roku 2004 v něm žilo bezmála pět tisíc obyvatel.

## Poloha
Dobromyl leží na Vyrvě, pravém přítoku Vihoru v povodí Sanu. Leží na západním okraji Lvovské oblasti a je tak jen několik kilometrů vzdálen od polsko-ukrajinské státní hranice.

## Dějiny
První zmínka o Dobromylu je z roku 1374. Roku 1566 získal městská práva. Od roku 1772 do roku 1918 byl Dobromyl součástí Haliče, jedné ze zemí habsburského impéria.
V meziválečném období byl Dobromyl součástí druhé Polské republiky, kde patřil do Lvovského vojvodství.